# Vårgårda landskommun
Vårgårda landskommun var en tidigare kommun i dåvarande Älvsborgs län.

## Administrativ historik
Denna kommun bildades vid 1952 års kommunreform genom sammanläggning av landskommunerna Södra Härene, Kullings-Skövde, Tumberg, Fullestad, Bergstena, Lena, Siene, Algutstorp, Kvinnestad, Asklanda, Ornunga, Ljur, Nårunga, Skogsbygden, Horla, Hols och Bälinge samt delen Landa församling ur Bråttensby och Landa landskommun. 1955 övergick delen Bälinge till Alingsås stad, från 1971 Alingsås kommun. 1971 ombildades landskommunen till Vårgårda kommun.
I kommunen fanns Vårgårda municipalsamhälle till utgången av 1963.
Kommunkoden 1952–1970 var 1527.

### Kyrklig tillhörighet
I kyrkligt hänseende tillhörde kommunen församlingarna Algutstorp, Asklanda, Bergstena, Bälinge, Fullestad, Hols, Horla, Kvinnestad, Kullings-Skövde, Lena, Ljur, Nårunga, Ornunga, Siene, Skogsbygden, Södra Härene och Tumberg.

## Kommunvapnet
Blasonering: I fält av guld ett inböjt blått mantelsnitt, belagt med en sädeskärve av guld och åtföljd på vardera sidan av ett avslitet blått gåshuvud med röd näbb.
Vapnet skapades med utgångspunkt från Gäsene och Kullings häradssigill och uttrycker på detta sätt också de båda näringarna jordbruk och boskapsskötsel. Det utformades av Svenska Kommunalheraldiska Institutet och fastställdes av Kungl. Maj:t 1953. Vapnet övertogs senare av Vårgårda kommun.

## Geografi
Vårgårda landskommun omfattade den 1 januari 1952 en areal av 471,45 km², varav 454,25 km² land.

### Tätorter i kommunen 1960
I Vårgårda landskommun fanns tätorten Vårgårda, som hade 2 421 invånare den 1 november 1960. Tätortsgraden i kommunen var då 30,4 procent.

## Politik

### Mandatfördelning i Vårgårda landskommun, valen 1950-1966
| 8 |  | 10 | 14 | 7 |

| 39 |

| 9 | 11 | 11 | 9 |

| 38 |

| 8 | 11 | 10 | 11 |

| 38 |

| 10 | 12 | 10 | 8 |

| 37 |

| 8 | 13 | 9 |  | 9 |

| 38 |

### Mandatfördelning i Vårgårda municipalsamhälle, valet 1962
| 9 | 1 | 6 | 4 |

| 19 |